# Pilosella fuscoatra
Pilosella fuscoatra — вид квіткових рослин з родини айстрових (Asteraceae). Вид зростає в Європі: Норвегія, Швеція, Фінляндія, Нідерланди, Бельгія, Німеччина, Швейцарія, Австрія, Польща, Чехія, Словаччина, Італія, Північна Македонія, Румунія; північноєвропейська Росія, Україна, Сибір; це багаторічна рослина помірних біомів.

## Середовище
Його середовище проживання — гірські луки на вапняних ґрунтах.

## Морфологічна характеристика
Багаторічна трав'яниста рослина з наземною розеткою листя та зазвичай також надземними або підземними пагонами. Листя на надземних пагонах однакового розміру, скупчене, зворотноланцетне, заокруглене на верхівці. Стебла прямі, заввишки 25–45 см, розгалужені знизу, з густими, простими, рівномірно розташованими світлими волосками знизу, що перемежовуються темними ніжковими залозками та зірчастими волосками, покрив потовщується знизу. Листки в наземній розетці м'яке, від зворотно-ланцетного до довгасто-еліптичного, 9–20 см завдовжки, трав'янисто-зелене, цілокраї, округлі на верхівці та із загостреним кінчиком, з численними простими м'якими, по краю та з нижнього боку на середній жилці та з поодинокими зірчастими волосками. Стеблових листків зазвичай 2–4(5). Суцвіття рясне. Обгортка завдовжки 7–9 мм, приквітки обгортки лінійно-ланцетні, тупі або тупо загострені, чорно-зелені, з простими, зазвичай темними волосками, та з розсіяними ніжковими залозками та зірчастими волосками. Квітки оранжево-жовті. Сім'янки мають довжину 1,7–1,9 мм.